# Godzilla, la série
Godzilla, la série (Godzilla: The Series) est une série télévisée d'animation américano-japonaise créée par Roland Emmerich et Steven Melching en 40 épisodes de 23 minutes et diffusée du 12 septembre 1998 au 22 avril 2000 dans le bloc de programmation Fox Kids. Il s'agit de la suite directe du film Godzilla.
En France, elle a été diffusée à partir d'avril 1999 sur Canal J et de septembre 1999 sur M6 dans M6 Kid, et au Québec à partir du 3 janvier 2001 sur Vrak.tv.

## Synopsis
Quelques heures après la mort de Godzilla, le monstre reptilien géant qui terrorisait Manhattan, des recherches approfondies sont faites pour s'assurer qu'aucun des œufs de la créature n'a échappé à la destruction. Malgré cela, un œuf survit, et éclot avec comme unique témoin le professeur Nick Tatopoulos (il s'agit d'un clin d'œil à la dernière scène du film, où l'on voit aussi éclore un survivant du bombardement du Madison Square Garden, mais sans autre témoin que la caméra).

En quelques mois, le bébé grandit à une vitesse fulgurante et atteint une taille gigantesque, bien que toujours inférieure à celle de sa mère. Il s'avère cependant vite que, ayant vu Nick à sa naissance, il considère ce dernier comme sa mère, permettant à Nick de le contrôler dans une certaine mesure.

L'histoire se centre sur l'équipe de Nick combattant différents mutants, issus pour la plupart de la catastrophe nucléaire du film. Godzilla sert comme leur allié, protégeant les humains en combattant généralement les autres monstres.
Outre le héros du film, la série réintroduit deux personnages secondaires : les docteurs Elsie Chapman (spécialiste en éthologie et tératologie) et Mendel Craven (ingénieur et chimiste); ainsi que deux personnages totalement nouveaux: Randy Hernandez, un spécialiste du hacking, et Marianne Duprès, un agent des Services secrets français envoyée pour garder un œil sur le monstre.

## Fiche technique
- Titre original : Godzilla : The Series
- Titre français : Godzilla, la série
- Création : Roland Emmerich et Steven Melching
- Réalisation : Nathan Chew, David Hartman et Sam Liu
- Scénario : Janna King Kalichman, Craig Miller, Len Wein, Jeffrey Wynne
- Musique : Jim Latham
- Nombre d'épisodes : 40
- Durée : 23 minutes
- Première diffusion : 12 septembre 1998

## Distribution (voix)

### Voix originales

#### H.E.A.T.
- Ian Ziering puis Matthew Broderick : Dr Niko « Nick » Tatopoulos
- Brigitte Bako : Monique Dupré
- Rino Romano : Randy Hernandez
- Malcolm Danare : Dr Mendel Craven
- Tom Kenny : N.I.G.E.L.
- Charity James : Dr. Elsie Chapman
- Frank Welker : Godzilla

#### Autres
- Kevin Dunn : Major Anthony Hicks
- Paget Brewster : Audrey Timmonds
- Joe Pantoliano : Victor « Animal » Palotti
- Keith Szarabajka : Philippe Roache
- David Newsom (en) : Cameron Winter
- Ronny Cox : Dale
- Tom Kenny : Bill
- Bob Joles : Hank
- Leviathon Aliens

### Voix françaises
- Jean-Pierre Michaël : Dr Niko « Nick » Tatopoulos
- Virginie Méry : Dr Elsie Chapman
- Jean-Loup Horwitz : Dr Mendel Craven
- Jérôme Rebbot : Randy Hernandez
- Vanina Pradier : Agent Marianne Duprès
- Laurence Dourlens : Audrey Timmonds
- Stéphane Marais : Victor « Animal » Palotti / V.I.G.I.L.
- Marc Alfos : Major Anthony Hicks
- Éric Legrand : Cameron Winter

 Source et légende : version française (VF) sur RS Doublage

## Épisodes

### Première saison (1998-1999)
1. Une nouvelle recrue : Partie 1
2. Une nouvelle recrue : Partie 2
3. Le Microbe dévastateur
4. Le Ver de terre géant
5. Le Cobaye
6. Les Rats de Manhattan
7. Un monstre de rêve
8. Le Vaisseau d'un autre temps
9. Les Abeilles géantes
10. Un drôle d'oiseau
11. La créature du Loch Ness
12. Les Cobras mutants
13. Combat de monstres : Partie 1
14. Combat de monstres : Partie 2
15. Combat de monstres : Partie 3
16. Expédition mouvementée
17. Des termites déterminées
18. Le Règne des araignées
19. Le Caméléon
20. La créature qui avale tout
21. Manipulations dangereuses

### Deuxième saison (1999-2000)
1. Les Dragmas
2. L'Île aux monstres
3. Le Lion du désert
4. Les Mutants du cirque
5. Croisière romantique
6. Voyage intérieur
7. Le Feu et la Glace
8. Opération mille-pattes
9. Le Mystère de la zone 51
10. Tourbillon d'horreur
11. La Mine vivante
12. Alerte biologique
13. Y'a comme un lézard
14. Le Champignon mutant
15. Le Monstre de feu
16. Épreuve de force
17. L'Oiseau fait mouche
18. L'Esprit du Marais
19. Piège à touristes